# Hermann Kusmanek von Burgneustädten
Hermann Kusmanek von Burgneustädten est un général de l'armée autrichienne pendant la Première Guerre mondiale. 

## Biographie
Il est le fils du Josef Kusmanek, policier et son épouse Juliana né Wiehner. Il est diplômé de l'école militaire d'école secondaire en Moravie et étudie ensuite à l'Académie militaire thérésienne de 1882 à 1884. Lieutenant il est affecté à l'état-major général à Budapest. En 1888 il est nommé capitaine à Graz. De 1889 à 1893, il travaille au ministère de la Guerre à Vienne. En 1893 il est transféré au service des troupes et travaille à l'état-major de régiment d'infanterie à Eger. En 1894 il est promu Major et travaille au bureau de l'état-major général à Vienne et dans le département d'histoire militaire aux Archives d'État autrichiennes. En 1899 il est affecté au ministère de la Guerre. En 1903 il est promu au grade de colonel et le 1er novembre 1906 il devient major général. En octobre 1908, il devient commandant de la 65e Brigade d'infanterie à Raba et en avril 1910 il commande la Division d'Innsbruck. Le 1er novembre 1910 il est promu au grade de lieutenant général et en janvier 1911 il commande la 28e division d'infanterie à Ljubljana. 
Au début de la Première Guerre mondiale il est nommé commandant de la forteresse de Przemyśl. Il est anobli le 3 octobre 1913 par l'empereur François-Joseph.
En 1914, l'armée austro-hongrois doit battre en retraite vers l'ouest. La forteresse de Przemyśl est isolée, sa garnison est entourée par de forces russes importantes. La forteresse est obsolète, elle est constituée d'une ceinture de défense dont le plafond a été renforcé. Sur les 988 canons de la forteresse seulement 28 sont en état de fonctionnement. Burgneustädten commande la garnison autrichienne durant le Siège de Przemyśl.
Un premier siège de Przemysl se déroule du 16 septembre au 9 octobre 1914. Le 1er novembre 1914, il est promu général d'infanterie. Le second siège se déroule du 5 novembre 1914 au 22 mars 1915.
Burgneustädten décide de remettre la forteresse à l'armée russe avec l'accord de l'empereur. Les fortifications sont détruites. Les 2 500 officiers et les 117 000 sous-officiers et soldats restent trois ans en captivité en Russie. Il reste durant trois ands à Nijni Novgorod. Il revient en Autriche en 1918.